# Смирнофф, Карина
Карина Смирнофф (англ. Karina Smirnoff; 2 января 1978, Харьков, УССР, СССР) — американская танцовщица. Обладательница многочисленных призов и титулов соревнований по бальным танцам, в том числе пятикратная чемпионка США.

## Биография
Карина родилась в Харькове и носила фамилию Смирнова. Она — еврейско-греческого происхождения. В 5 лет начала брать уроки балета. В дальнейшем занималась аэробикой, гимнастикой, фигурным катанием, бальными танцами и игрой на фортепиано, но остановилась на танцах.
В 1992 году эмигрировала в США, где обучалась в Средней школе имени Христофора Колумба в Нью-Йорке, а затем в Старшей Научной школе Бронкса. Затем поступила в Университет Фордхэм, который окончила с двумя учёными степенями: по экономике и информационным системам.

## Личная жизнь
12 мая 2013 года Карина получила травму шеи.
В апреле 2020 года у Смирнофф и её партнера, литовского танцора, Юстинаса Дукнаускаса родился сын Тео Гэбриэл.

## Избранная фильмография
| Год  |   | Русское название | Оригинальное название | Роль           |
| ---- | - | ---------------- | --------------------- | -------------- |
| 2007 | с | Ханна Монтана    | Hannah Montana        | мадам Эскахеда |